# Charles Bacon
Charles Joseph Bacon, Jr. (nacido el 9 de enero de 1885 y fallecido el 15 de noviembre de 1968) fue un atleta estadounidense ganador de la medalla de oro en la prueba de los 400 m vallas en los Juegos Olímpicos de Londres en 1908.
Un mes antes de los Juegos corrió en Filadelfia en un tiempo de 55.8 s lo que suponía un nuevo récord del mundo, aunque de carácter extraoficial.
En la final de los Juegos, Charles y su compatriota Harry Hillman llegaron igualados a la última valla, pero el mejor final de Bacon decantó la victoria a su favor con un tiempo de 55.0 s. Este récord fue reconocido por la IAAF, por lo que se convirtió en el primer plusmarquista de la especialidad.
- Datos: Q703242
- Multimedia: Charles Bacon / Q703242